# جاك دي فريس
جاك دي فريس هو سياسي هولندي، ولد في 25 يوليو 1968 في دراختن في هولندا. نشط حزبياً في حزب النداء الديمقراطي المسيحي.